# Su-15 (航空機・初代)
 Su-15 «P» / Су-15 «П»
- 用途：戦闘機
- 設計者：パーヴェル・スホーイ
- 製造者： スホーイ設計局
- 運用者：試作のみ
- 初飛行：1949年
- 運用状況：退役

Su-15(スホーイ15、スホイ15；ロシア語：Су-15スー・ピトナーッツァチ）または«P»（«П»ペー）は、ソ連のスホーイ設計局で開発された戦闘機。

## 概要
当機は全天候ジェット戦闘機の開発要求に応じて製作された機体で、遠心式のクリーモフ RD-45F ターボジェットエンジンをイギリス製のライトニング戦闘機のように上下に、さらに下方のエンジンを胴体中ほどに、上のエンジンを後方に配置し、別々の空気取り入れ口、排気口を備えた特異な設計だった。1949年に初飛行したものの、同年6月、試験飛行中にフラッターを起こしパイロットは機体を放棄して脱出。機体は墜落し、開発は中止された。その後設計局はSu-17 «R»を開発するが、同年11月、当機の墜落が非難されてスホーイ設計局は閉鎖された。

## スペック
- 全長：15.44m
- 全幅：12.87m
- 翼面積：36.00m2
- 空虚重量：7,409kg
- 離陸重量：10,437kg
- 発動機：クリーモフ RD-45F ターボジェットエンジン×2基
- 推力重量比：0.43
- 最大速度：985km/h
- 航続距離：1,050km
- 実用上昇限度：15,000m
- 武装：N-37 37mm機関砲×2門